# Füchse Berlin
Füchse Berlin – niemiecki męski klub piłki ręcznej z Berlina. Występuje w Bundeslidze. Dwukrotny zwycięzca Super Globe (2015, 2016).

## Historia
Klub powstał w 1891. W Bundeslidze występował w latach 1966–1971, 1973–1974, 1975–1977, 1981–1986 i od 2007. W sezonie 1981/1982 zdobył brązowy medal mistrzostw Niemiec (wygrał 14 meczów, sześć zremisował i sześć przegrał). Kolejny brązowy medal wywalczył w sezonie 2010/2011, w którym odniósł 26 zwycięstw w 34 spotkaniach (do zwycięskiego HSV Hamburg stracił siedem punktów). Również w sezonie 2011/2012 drużyna zajęła w Bundeslidze 3. miejsce. Po czwarty w historii brązowy medal mistrzostw Niemiec sięgnęła w sezonie 2017/2018, w którym odniosła 25 zwycięstw, zanotowała trzy remisy i poniosła sześć porażek. W sezonie 2013/2014 zespół zdobył Puchar Niemiec, pokonując w rozegranym 13 kwietnia 2014 spotkaniu finałowym SG Flensburg-Handewitt (22:21).
W sezonie 2011/2012 Füchse Berlin zadebiutowało w Lidze Mistrzów, w której dotarło do Final Four – w półfinale przegrało z THW Kiel (24:25), a w rozegranym 27 maja 2012 meczu o 3. miejsce uległo AG København (21:26). W sezonie 2012/2013 berliński zespół ponownie występował w Lidze Mistrzów, odpadając z rywalizacji w 1/8 finału w starciu z hiszpańskim Atlético Madryt. W sezonie 2013/2014 Füchse zajęło 3. miejsce w Pucharze EHF, zaś w sezonie 2014/2015 zdobyło ten puchar, pokonując w rozegranym 17 maja 2015 finale HSV Hamburg (30:27). W sezonie 2016/2017 przegrało w finale Pucharu EHF z Frisch Auf! Göppingen (22:30). W sezonie 2017/2018 ponownie zdobyło Puchar EHF, zwyciężając w rozegranym 20 maja 2018 finale z francuskim Saint-Raphaël Var Handball (28:25).
Füchse Berlin dwukrotnie wygrało Super Globe. W 2015 zwyciężyło w finale z Veszprém (28:27), a w 2016 pokonało Paris Saint-Germain (29:28).

## Sukcesy
Krajowe
- Bundesliga:

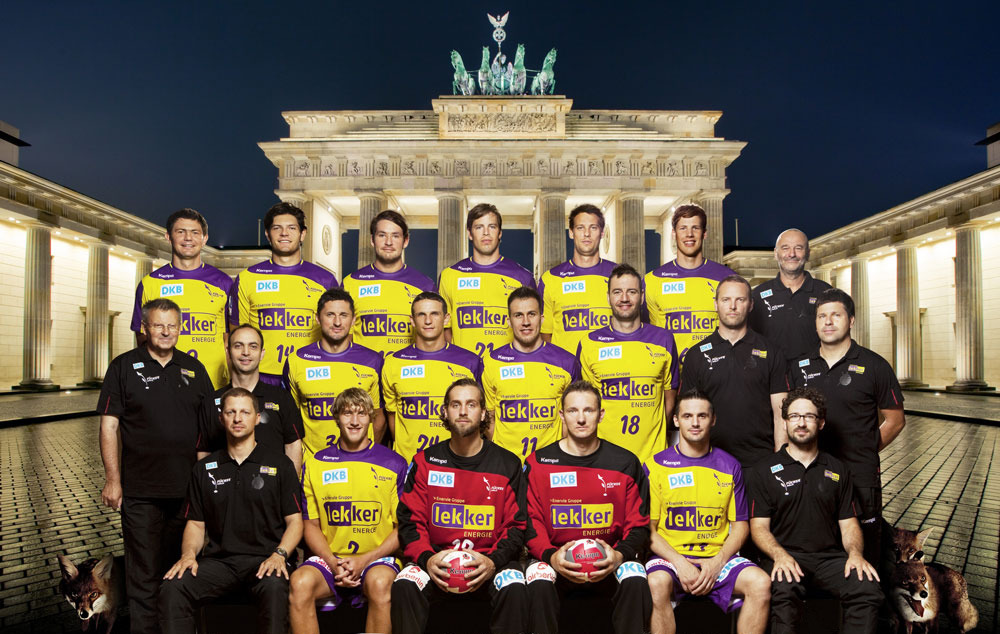
Füchse Berlin w sezonie 2011/2012

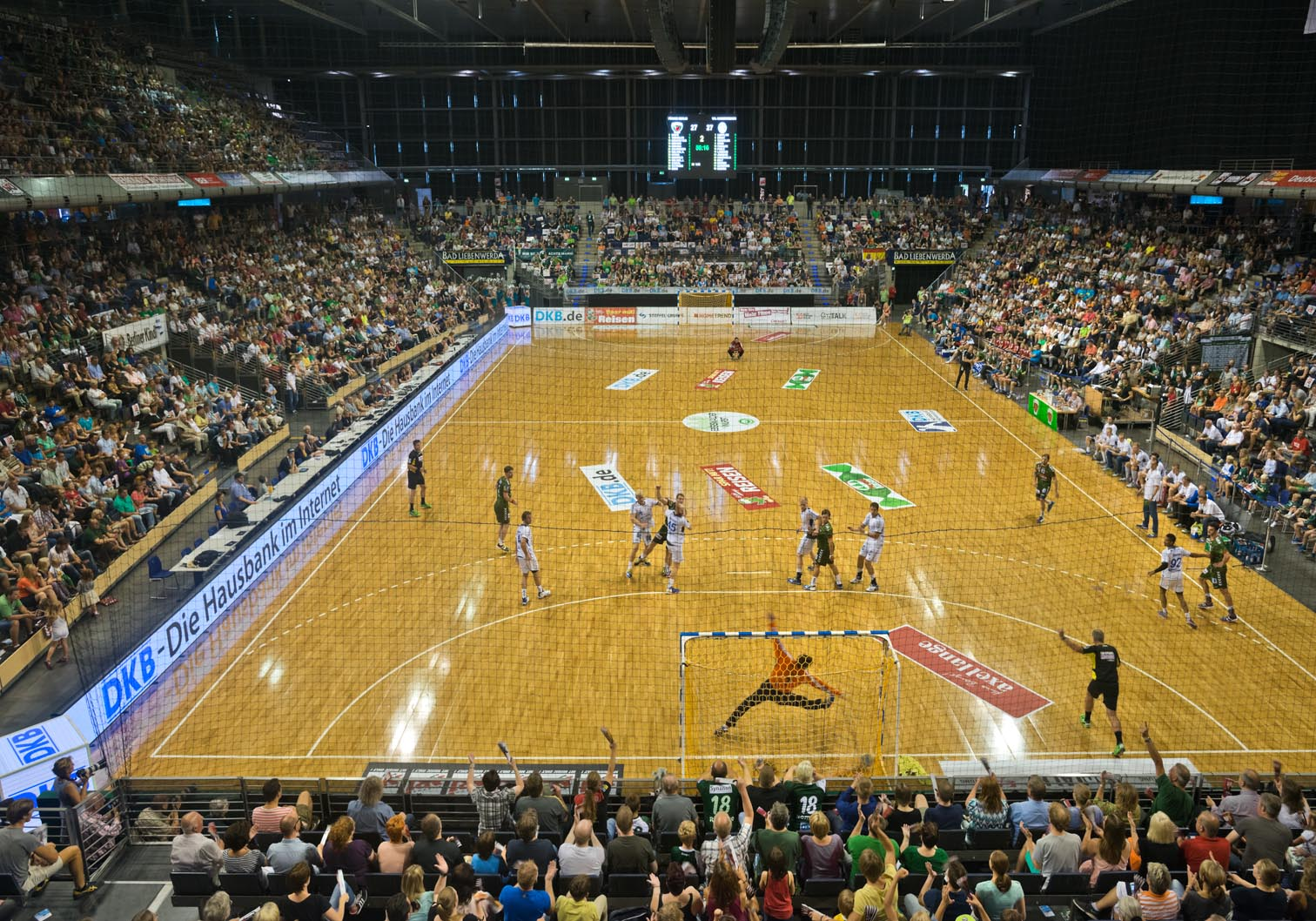
Max-Schmeling-Halle

  - 3. miejsce: 1981/1982, 2010/2011, 2011/2012, 2017/2018
- Puchar Niemiec:
  - Zwycięstwo: 2013/2014

Międzynarodowe
- Liga Mistrzów:
  - 4. miejsce: 2011/2012
  - 1/8 finału: 2012/2013
- Puchar EHF:
  - 1. miejsce: 2014/2015, 2017/2018
  - 2. miejsce: 2016/2017
  - 3. miejsce: 2013/2014
- Super Globe:
  - 1. miejsce: 2015, 2016
  - 2. miejsce: 2017

## Kadra w sezonie 2022/2023
Opracowano na podstawie materiału źródłowego:
Bramkarze
- -  Tom Göres
- 1.  Lasse Ludwig
- 87.  Viktor Kireyev
- 96.  Dejan Milosavljev

Rozgrywający
- 11.  Lasse Andersson
- 25.  Matthes Langhoff
- 36. Silas Overby
- 95.  Paul Drux
- 6.  Jacob Holm
- 3.  Fabian Wiede
- 17.  Nils Lichtlein
- 19.  Mathias Gidsel
- 27.  Max Beneke
- 35.  Marko Kopljar

Skrzydłowi
- 20.  Tim Freihöfer
- 66.  Miloš Vujović
- 18.  Hans Lindberg
- 21.  Moritz Ende
- 26.  Valter Chrintz

Obrotowi
- 5.  Max Darj
- 30.  Marc Walter
- 34. Jann Keno Jacobs
- 93.  Mijajlo Marsenić